# فقط ویتنی
«فقط ویتنی» (به انگلیسی: Just Whitney) آلبومی از ویتنی هیوستون است که در سال ۲۰۰۲ میلادی منتشر شد.